# Wybory parlamentarne w Polsce w 2011 roku
Wybory parlamentarne w Polsce w 2011 – wybory do Sejmu i Senatu zarządzone 4 sierpnia 2011 przez prezydenta RP Bronisława Komorowskiego na 9 października 2011. Odbyły się one według zasad wprowadzonych przez kodeks wyborczy z 5 stycznia 2011. Zakończyły się zwycięstwem Platformy Obywatelskiej. Po raz pierwszy od 1989 roku partia sprawująca władzę wygrała kolejne wybory. Po wyborach odnowiona została koalicja PO-PSL. Na stanowisku prezesa rady ministrów pozostał Donald Tusk (zastąpiony 22 września 2014 przez Ewę Kopacz). Wicepremierem i ministrem gospodarki pozostał Waldemar Pawlak (pełniący urząd do 27 listopada 2012, 6 grudnia zastąpiony przez Janusza Piechocińskiego).

## Sytuacja na scenie politycznej przed wyborami
Do ogłoszenia wyborów doszło podczas trwających od 2007 rządów koalicji PO-PSL (w momencie urzędowania pierwszego rządu Donalda Tuska). Wybory odbyły się w następnym roku po katastrofie polskiego Tu-154 w Smoleńsku z 10 kwietnia 2010, w której zginęli wszyscy uczestnicy lotu (96 osób) z urzędującym prezydentem RP Lechem Kaczyńskim na czele i wyborach prezydenckich, które wygrał kandydat Platformy Obywatelskiej, marszałek Sejmu i wykonujący obowiązki prezydenta RP Bronisław Komorowski, który w drugiej turze pokonał prezesa Prawa i Sprawiedliwości Jarosława Kaczyńskiego stosunkiem 53,01% do 46,99% głosów. Komitety ogólnopolskie zarejestrowały tworzące koalicję rządzącą PO i PSL oraz opozycyjne PiS, SLD, PJN (powstała niespełna rok przed wyborami w wyniku rozłamu w PiS), a także pozaparlamentarne PPP-Sierpień 80 i Ruch Palikota (partia powołanego blisko rok przed wyborami projektu byłego posła PO Janusza Palikota).

## Wybory do Sejmu i Senatu

### Termin wyborów
Data wyborów została zapowiedziana przez prezydenta już 4 sierpnia 2011. Terminy wyborcze określone w kodeksie wyborczym dopuszczały niedziele 9, 16, 23, 30 października lub – ze względu na dzień ustawowo wolny od pracy – 1 listopada 2011, co oznacza, że prezydent zarządził wybory na pierwszy z możliwych terminów.
Do Państwowej Komisji Wyborczej złożono 110 zawiadomień o utworzeniu komitetu wyborczego; PKW zarejestrowała 104 komitety wyborcze.

### Wybory do Sejmu RP

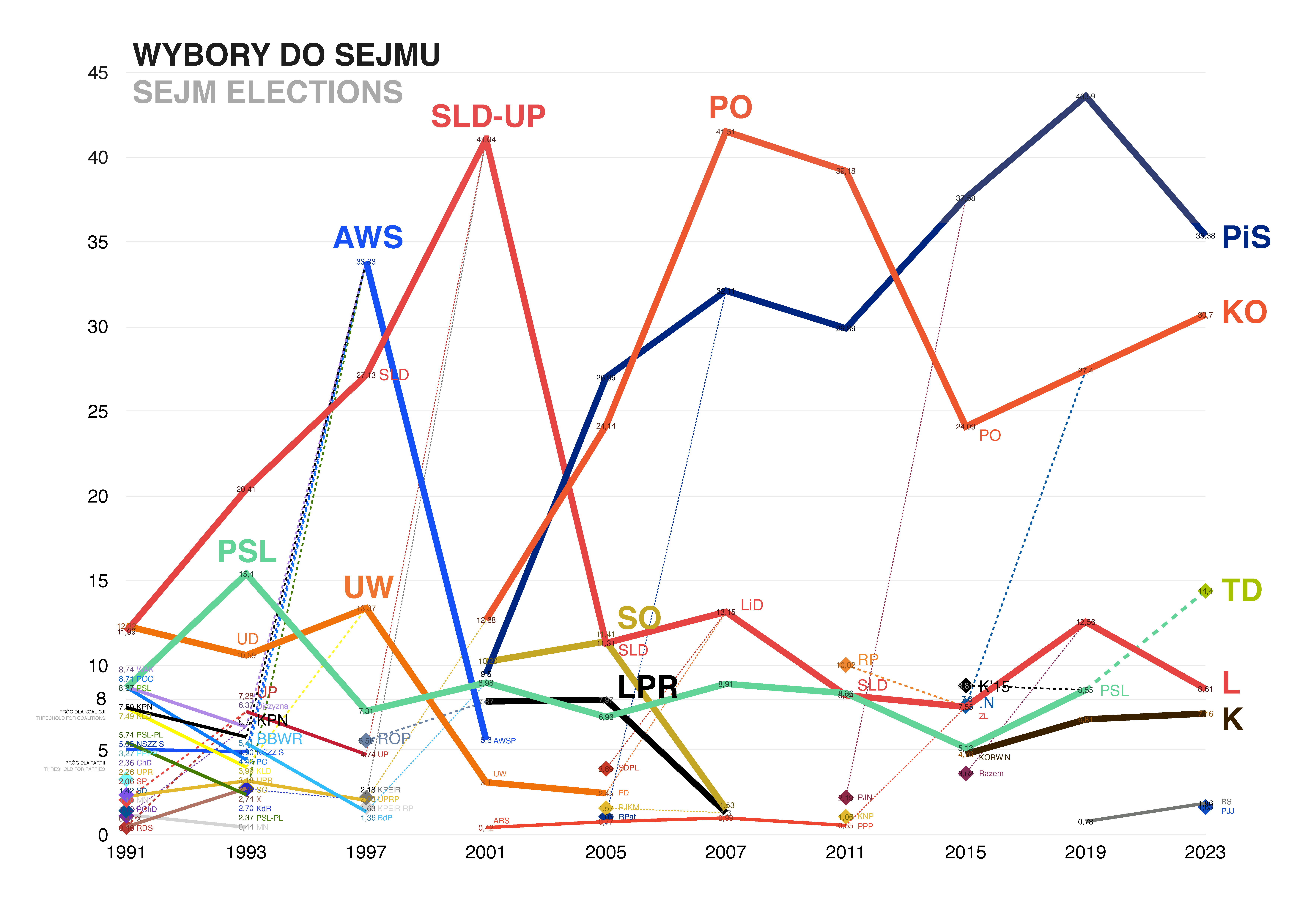
Wyniki dotychczasowych wyborów do Sejmu

9 września PKW nadała w drodze losowania jednolite numery dla list kandydatów na posłów do Sejmu Rzeczypospolitej Polskiej zarejestrowanych więcej niż w jednym okręgu wyborczym. Zgodnie z ordynacją wyborczą komitety, które do 30 sierpnia zarejestrowały listy w co najmniej 21 okręgach, miały prawo do rejestracji list w pozostałych okręgach bez konieczności zbierania podpisów.

### Wybory do Senatu RP

Jednomandatowe okręgi wyborcze w wyborach do Senatu w 2011

Wybory do Senatu Rzeczypospolitej Polskiej w 2011 po raz pierwszy odbyły się w okręgach jednomandatowych. Zmiana ta została uchwalona przez Sejm RP w ustawie z dnia 5 stycznia 2011 r. – Kodeks wyborczy (Dz.U. z 2022 r. poz. 1277).

## Komitety wyborcze do Sejmu i Senatu
|  | Nr listy | Komitet wyborczy                   | Lider | Lider                | Hasła wyborcze                                                           | Kandydaci na posłów | Kandydaci na senatorów |
|  | -------- | ---------------------------------- | ----- | -------------------- | ------------------------------------------------------------------------ | ------------------- | ---------------------- |
|  | 1        | Prawo i Sprawiedliwość*            |       | Jarosław Kaczyński   | Polacy zasługują na więcej; Godna praca i płaca; Czas na odważne decyzje | 916                 | 93                     |
|  | 2        | Polska Jest Najważniejsza*         |       | Paweł Kowal          | Wszystko jest możliwe                                                    | 786                 | 13                     |
|  | 3        | Sojusz Lewicy Demokratycznej*      |       | Grzegorz Napieralski | Jutro bez obaw                                                           | 914                 | 68                     |
|  | 4        | Ruch Palikota*                     |       | Janusz Palikot       | Nowoczesne państwo                                                       | 861                 | 0                      |
|  | 5        | Polskie Stronnictwo Ludowe         |       | Waldemar Pawlak      | Człowiek jest najważniejszy                                              | 918                 | 68                     |
|  | 6        | Polska Partia Pracy – Sierpień 80* |       | Bogusław Ziętek      | Oni się kłócą. My wybieramy przyszłość                                   | 776                 | 14                     |
|  | 7        | Platforma Obywatelska RP*          |       | Donald Tusk          | Zrobimy więcej                                                           | 915                 | 93                     |

- PiS – Ruch Odbudowy Polski, Ruch Katolicko-Narodowy, Stronnictwo „Piast”, po 1 członku: Stronnictwo Konserwatywno-Ludowe, Stronnictwo Pracy
- PJN – Stronnictwo Demokratyczne, po 1 członku: Ruch Ludowo-Narodowy, Stronnictwo Konserwatywno-Ludowe, Krajowa Partia Emerytów i Rencistów, Unia Polskich Ugrupowań Monarchistycznych, PiS, PSL, Liga Polskich Rodzin
- SLD – Krajowa Partia Emerytów i Rencistów, Partia Kobiet, Zieloni 2004, Unia Pracy, Socjaldemokracja Polska (częściowo), Partia Demokratyczna – demokraci.pl (częściowo), Partia Regionów, Polska Partia Socjalistyczna, po 1 członku: Ruch Odrodzenia Gospodarczego im. Edwarda Gierka, Komunistyczna Partia Polski, Samoobrona Rzeczpospolitej Polskiej, Racja Polskiej Lewicy
- Ruch Palikota – Racja Polskiej Lewicy, po 1 członku: Partia Demokratyczna – demokraci.pl, PSL
- PSL – po 1 członku: Forum Ogólnospołeczne Rzeczypospolitej Polskiej, Bezpieczeństwo i Spokój
- PPP – Samoobrona Rzeczpospolitej Polskiej (częściowo), Samoobrona Patriotyczna
- PO – Socjaldemokracja Polska (częściowo), Partia Demokratyczna – demokraci.pl (1 członek)

|  | Nr listy | Komitet wyborczy                              | Lider | Lider               | Hasła wyborcze                    | Liczba okręgów | Kandydaci na posłów | Kandydaci na senatorów |
|  | -------- | --------------------------------------------- | ----- | ------------------- | --------------------------------- | -------------- | ------------------- | ---------------------- |
|  | 8        | Nasz Dom Polska – Samoobrona Andrzeja Leppera | brak  | brak                |                                   | 9              | 165                 | 3                      |
|  | 9        | Nowa Prawica – Janusza Korwin-Mikke*          |       | Janusz Korwin-Mikke | Wolność, własność, sprawiedliwość | 21             | 387                 | 10                     |
|  | 10       | Prawica*                                      |       | Marek Jurek         |                                   | 20             | 382                 | 9                      |
|  | 11       | KWW Mniejszość Niemiecka**                    |       | Ryszard Galla       | Z nami ponad partiami             | 1              | 24                  | 2                      |

- Samoobrona – Samoobrona Rzeczpospolitej Polskiej (częściowo), Liga Polskich Rodzin (częściowo)
- Nowa Prawica – Unia Polityki Realnej (częściowo), Partia Zielonych Rzeczypospolitej Polskiej, Liga Polskich Rodzin (1 członek)
- Prawica Rzeczypospolitej – Unia Polityki Realnej, Liga Polskich Rodzin (częściowo), Stronnictwo „Piast” (częściowo), Organizacja Narodu Polskiego – Liga Polska, Europa Wolnych Ojczyzn – Partia Polska, po 1 członku: Przymierze Ludowo-Narodowe, Stronnictwo Pracy, Porozumienie Polskie, Chrześcijańska Demokracja III Rzeczypospolitej Polskiej

** Jako komitet mniejszości narodowej zwolniony z obowiązku przekraczania progu wyborczego.
| Komitet wyborczy                                | Lider             | Kandydaci na senatorów |
| ----------------------------------------------- | ----------------- | ---------------------- |
| KWW Unia Prezydentów – Obywatele do Senatu      | Rafał Dutkiewicz  | 30                     |
| KWW Rafał Dutkiewicz                            | Rafał Dutkiewicz  | 7                      |
| KWW Autonomia Dla Ziemi Śląskiej                | Jerzy Gorzelik    | 6                      |
| Liga Obrony Suwerenności                        | Wojciech Podjacki | 4                      |
| KWW W. Lubawskiego – Senat dla Obywateli        | Wojciech Lubawski | 3                      |
| KWW Konfederacja Godność i Praworządność        | Adam Słomka       | 3                      |
| KWW Obywatelskich List Wyborczych Nowego Ekranu | brak              | 2                      |
| Partia Demokratyczna – demokraci.pl             | Brygida Kuźniak   | 2                      |
| Komitety z zarejestrowanym jednym kandydatem*   |                   | 114                    |

*W tym partie: Polska Patriotyczna, Związek Słowiański, Narodowe Odrodzenie Polski, Liga Polskich Rodzin, Przymierze dla Polski.

## Listy wyborcze w poszczególnych okręgach oraz ich liderzy
Poniższe zestawienie zostało opracowane na podstawie danych z serwisu informacyjnego PKW
| Okręg | PiS                  | PJN                                  | SLD                      | Ruch Palikota            | PSL                     | PPP–S80               | PO                       | Samoobrona          | KNP                 | Prawica              |
| ----- | -------------------- | ------------------------------------ | ------------------------ | ------------------------ | ----------------------- | --------------------- | ------------------------ | ------------------- | ------------------- | -------------------- |
| Okręg |                      |                                      |                          |                          |                         |                       |                          |                     |                     |                      |
| 1     | Adam Lipiński        | Jacek Swakoń                         | Ryszard Zbrzyzny         | Henryk Kmiecik           | Leszek Grala            | Patryk Kosela         | Grzegorz Schetyna        | –                   | –                   | –                    |
| 2     | Bogdan Święczkowski  | Marek Ratusznik                      | Danuta Marosz            | Halina Szymiec-Raczyńska | Ryszard Niebieszczański | Jan Ponitka           | Izabela Mrzygłocka       | –                   | –                   | –                    |
| 3     | Dawid Jackiewicz     | Lucjan Karasiewicz                   | Janusz Krasoń            | Wincenty Elsner          | Ewa Mańkowska           | Ewa Groszewska        | Bogdan Zdrojewski        | –                   | Robert Maurer       | –                    |
| 4     | Kosma Złotowski      | Andrzej Walkowiak                    | Anna Bańkowska           | Łukasz Krupa             | Eugeniusz Kłopotek      | Piotr Dubicki         | Radosław Sikorski        | –                   | Krzysztof Orszagh   | –                    |
| 5     | Jan Ardanowski       | Iwona Michałek                       | Jerzy Wenderlich         | Maciej Wydrzyński        | Ewa Kierzkowska         | Lech Kuropatwiński    | Tomasz Lenz              | –                   | Mirosław Roszkowski | –                    |
| 6     | Elżbieta Kruk        | Zbigniew Wojciechowski               | Jacek Czerniak           | Zofia Popiołek           | Krzysztof Hetman        | Szymon Martys         | Magdalena Gąsior-Marek   | –                   | Olaf Wojak          | Marcin Chrapowicki   |
| 7     | Beata Mazurek        | Michał Malec                         | Zbigniew Matuszczak      | Marek Poznański          | Franciszek Stefaniuk    | Wiesław Wrotkowski    | Stanisław Żmijan         | Andrzej Rusiński    | –                   | –                    |
| 8     | Marek Ast            | Robert Kuraszkiewicz                 | Jan Kochanowski          | Maciej Mroczek           | Jolanta Fedak           | Leon Żero             | Bożenna Bukiewicz        | –                   | Rafał Zapadka       | –                    |
| 9     | Witold Waszczykowski | Agnieszka Wojciechowska van Heukelom | Dariusz Joński           | Roman Kotliński          | Marian Kaczmarek        | Janusz Głębski        | Cezary Grabarczyk        | Paweł Frankowski    | Jacek Dobiesz       | –                    |
| 10    | Antoni Macierewicz   | Ignacy Przybyłek                     | Artur Ostrowski          | Marek Domaracki          | Krystyna Ozga           | Bolesław Herudziński  | Elżbieta Radziszewska    | –                   | –                   | Paweł Kwaśniak       |
| 11    | Grzegorz Schreiber   | Janusz Kenic                         | Iwona Piątek             | Michał Pacholski         | Mieczysław Łuczak       | Wojciech Werbicki     | Andrzej Biernat          | Ewa Stolarczyk      | Lech Kędzierski     | Tomasz Głowacki      |
| 12    | Beata Szydło         | Grzegorz Gołdynia                    | Dariusz Szwed            | Andrzej Tawrel           | Andrzej Harężlak        | Dorota Dziadkowiec    | Paweł Graś               | –                   | –                   | Leszek Murzyn        |
| 13    | Andrzej Duda         | Zbysław Owczarski                    | Tomasz Kalita            | Anna Grodzka             | Wojciech Kozak          | Leszek Wroński        | Ireneusz Raś             | –                   | Stanisław Żółtek    | –                    |
| 14    | Arkadiusz Mularczyk  | Kazimierz Hajda                      | Kazimierz Sas            | Kazimierz Bandyk         | Bronisław Dutka         | Kazimierz Krok        | Andrzej Czerwiński       | –                   | Andrzej Paciej      | Tadeusz Nowak        |
| 15    | Włodzimierz Bernacki | Stanisław Gaworczyk                  | Jakub Kwaśny             | Piotr Baranowski         | Andrzej Sztorc          | Antonina Hadała       | Aleksander Grad          | –                   | –                   | Janusz Rusak         |
| 16    | Wojciech Jasiński    | Paweł Rabczewski                     | Krzysztof Gawkowski      | Paweł Sajak              | Waldemar Pawlak         | Tadeusz Bartold       | Julia Pitera             | –                   | –                   | –                    |
| 17    | Marek Suski          | Tomasz Paprocki                      | Marek Wikiński           | Armand Ryfiński          | Bożenna Pacholczak      | Renata Szyszka        | Ewa Kopacz               | –                   | –                   | Dariusz Grabowski    |
| 18    | Krystyna Pawłowicz   | Grzegorz Adamczuk                    | Stanisława Prządka       | Bartłomiej Bodio         | Marek Sawicki           | Katarzyna Śniadecka   | Czesław Mroczek          | –                   | Tomasz Sommer       | Marian Piłka         |
| 19    | Jarosław Kaczyński   | Paweł Poncyljusz                     | Ryszard Kalisz           | Janusz Palikot           | Władysław Kozakiewicz   | Magdalena Janiszewska | Donald Tusk              | –                   | –                   | –                    |
| 20    | Mariusz Błaszczak    | Jan Ołdakowski                       | Katarzyna Piekarska      | Artur Dębski             | Janusz Piechociński     | Mateusz Piskorski     | Andrzej Halicki          | –                   | Mieczysław Burchert | Krzysztof Kawęcki    |
| 21    | Jerzy Żyżyński       | Marcin Ociepa                        | Tomasz Garbowski         | Adam Kępiński            | Stanisław Rakoczy       | Joanna Jankowska      | Leszek Korzeniowski      | –                   | –                   | Lesław Watras        |
| 22    | Marek Kuchciński     | Ewelina Szymczakowska                | Wojciech Domaradzki      | Małgorzata Marcinkiewicz | Mieczysław Kasprzak     | Bernadeta Jasion      | Małgorzata Chomycz       | Alicja Lis          | Jacek Budniok       | Wojciech Winter      |
| 23    | Józefa Hrynkiewicz   | Piotr Przewrocki                     | Tomasz Kamiński          | Dariusz Dziadzio         | Jan Bury                | Jerzy Wróbel          | Zbigniew Rynasiewicz     | Roman Szostek       | Tomasz Bizoń        | Bogdan Romaniuk      |
| 24    | Krzysztof Jurgiel    | Karol Tylenda                        | Jarosław Matwiejuk       | Adam Rybakowicz          | Jan Kamiński            | Kinga Stawecka        | Barbara Kudrycka         | Andrzej Chmielewski | Jacek Dankowski     | Lech Rutkowski       |
| 25    | Anna Fotyga          | Tomasz Dudziński                     | Krzysztof Andruszkiewicz | Piotr Bauć               | Krzysztof Trawicki      | Lech Zielonka         | Sławomir Nowak           | Kazimierz Kamiński  | –                   | –                    |
| 26    | Jolanta Szczypińska  | Elżbieta Jakubiak                    | Leszek Miller            | Robert Biedroń           | Stanisława Bujanowicz   | Mieczysław Meyer      | Marek Biernacki          | –                   | –                   | –                    |
| 27    | Stanisław Szwed      | Maciej Stachura                      | Andrzej Marszałek        | Artur Górczyński         | Marian Ormaniec         | Mariusz Rajba         | Mirosława Nykiel         | –                   | –                   | Władysław Motyka     |
| 28    | Jadwiga Wiśniewska   | Paweł Ruksza                         | Janusz Adamkiewicz       | Artur Bramora            | Władysław Serafin       | Marian Szczerbak      | Halina Rozpondek         | –                   | Sławomir Kokot      | –                    |
| 29    | Piotr Pyzik          | Adam Skowron                         | Ela Kwaśnicka            | Marek Stolarski          | Andrzej Pilot           | Ewa Nowak             | Krystyna Szumilas        | –                   | –                   | –                    |
| 30    | Bolesław Piecha      | Adam Gawęda                          | Tadeusz Motowidło        | Piotr Chmielowski        | Bronisław Karasek       | Tadeusz Pruszkowski   | Joanna Kluzik-Rostkowska | –                   | Adam Kurpas         | Ryszard Frączek      |
| 31    | Wojciech Szarama     | Andrzej Sośnierz                     | Zbyszek Zaborowski       | Andrzej Rozenek          | Krzysztof Kurak         | Elżbieta Fornalczyk   | Tomasz Tomczykiewicz     | –                   | Paweł Janowski      | –                    |
| 32    | Ewa Malik            | Krzysztof Haładus                    | Kazimierz Karolczak      | Jerzy Borkowski          | Stanisław Dąbrowa       | Beata Wajda-Gałązka   | Wojciech Saługa          | –                   | –                   | Jarosław Synowiec    |
| 33    | Beata Kempa          | Jacek Pilch                          | Sławomir Kopyciński      | Jan Cedzyński            | Adam Jarubas            | Mariusz Olszewski     | Marzena Okła-Drewnowicz  | Zbigniew Ślęzak     | Wojciech Zarzycki   | Elżbieta Grandys     |
| 34    | Leonard Krasulski    | Edward Pukin                         | Władysław Mańkut         | Wojciech Penkalski       | Stanisław Żelichowski   | Zofia Ćwikiel         | Sławomir Rybicki         | Renata Rochnowska   | –                   | –                    |
| 35    | Jerzy Szmit          | Dariusz Porębski                     | Tadeusz Iwiński          | Tomasz Makowski          | Zbigniew Włodkowski     | Kazimierz Wróblewski  | Beata Bublewicz          | –                   | –                   | Piotr Lisiecki       |
| 36    | Andrzej Waśko        | Iwona Michniewicz                    | Leszek Aleksandrzak      | Krzysztof Kłosowski      | Józef Racki             | Teresa Laskowska      | Mariusz Witczak          | –                   | Paweł Bieniaszczyk  | –                    |
| 37    | Witold Czarnecki     | Agnieszka Mirecka-Katulska           | Łukasz Naczas            | Jacek Kwiatkowski        | Eugeniusz Grzeszczak    | Henryk Koralewski     | Tomasz Nowak             | –                   | Andrzej Bakun       | Helena Romaszkiewicz |
| 38    | Paweł Szałamacha     | Grzegorz Piechowiak                  | Romuald Ajchler          | Jacek Najder             | Stanisław Kalemba       | Zbigniew Nowak        | Adam Szejnfeld           | –                   | –                   | –                    |
| 39    | Tadeusz Dziuba       | Przemysław Piasta                    | Waldemar Witkowski       | Maciej Banaszak          | Wojciech Jankowiak      | Stanisław Smektała    | Rafał Grupiński          | –                   | –                   | –                    |
| 40    | Czesław Hoc          | Wacław Klukowski                     | Stanisław Wziątek        | Andrzej Lewandowski      | Stanisław Dycha         | Krystyna Kasper       | Stanisław Gawłowski      | –                   | –                   | –                    |
| 41    | Joachim Brudziński   | Igor Frydrykiewicz                   | Grzegorz Napieralski     | Andrzej Piątak           | Zygmunt Dziewguć        | Robert Stępień        | Bartosz Arłukowicz       | –                   | Dariusz Kabaciński  | Piotr Słomski        |

| Okręg wyborczy | Nazwa Komitetu | Nazwa Komitetu           | Numer 1 na liście |
| -------------- | -------------- | ------------------------ | ----------------- |
| 21 Opole       |                | KWW Mniejszość Niemiecka | Ryszard Galla     |

### Kampania wyborcza
Zgodnie z kalendarzem wyborczym kampania wyborcza trwała do 7 października. Od 24 września do 7 października 2011 TVP w swoich kanałach emitowała bezpłatne audycje komitetów wyborczych.

## Głosowanie, frekwencja i wyniki wyborów

### Obwody głosowania
| Typ obwodu                                             | Liczba obwodów | Dla inwalidów | Obwód korespondencyjny |
| ------------------------------------------------------ | -------------- | ------------- | ---------------------- |
| Powszechny                                             | 24 217         | 7 245         | 2 596                  |
| Szpital                                                | 773            | 259           | 0                      |
| Zakład karny                                           | 100            | 2             | 0                      |
| Areszt śledczy                                         | 73             | 2             | 0                      |
| Zakład pomocy społecznej                               | 522            | 209           | 2                      |
| Dom studencki                                          | 19             | 0             | 0                      |
| Oddział zewnętrzny zakładu karnego i aresztu śledczego | 18             | 1             | 0                      |
| Obwód głosowania za granicą                            | 268            | 2             | 160                    |
| Obwód głosowania na statku                             | 3              | 0             | 0                      |
| Razem                                                  | 25 993         | 7 720         | 2 758                  |

### Głosowanie w kraju i za granicą
Zgodnie z Kodeksem wyborczym (art. 39) głosowanie odbywa się między godziną 7. a 21. czasu polskiego; natomiast za granicą i na polskich statkach morskich głosowanie odbywa się między godziną 7. a 21. czasu miejscowego, a jeżeli miałoby być zakończone w dniu następnym po dniu głosowania w kraju, przeprowadza się je w dniu poprzedzającym. W związku z tym jako pierwsi głosowali obywatele polscy przebywający za granicą. Najwcześniej, bo o godz. 12:00 8 października polskiego czasu, rozpoczęło się głosowanie w polskich placówkach dyplomatycznych: Buenos Aires (Argentyna), Brasílii, São Paulo i Kurytybie (Brazylia), Santiago de Chile (Chile) i Santo Domingo (Dominikana), a o 13:00 otwarte zostały lokale w kilku miejscach w Stanach Zjednoczonych (m.in. Nowym Jorku, Waszyngtonie) – oraz w Kanadzie (Ottawa, Montreal, Toronto), a także w Quito (Ekwador), w Hawanie (Kuba) oraz stolicy Panamy.
W Polsce wybory rozpoczęły się 9 października 2011 o godzinie 7:00.

### Frekwencja
Według komunikatu PKW:
- Liczba wyborców (uprawnionych do oddania głosu): 30 762 931
- Liczba kart ważnych:15 050 027[25]
- Liczba głosów ważnych: 14 369 503

Frekwencja wyborcza według komunikatów PKW rozwijała się następująco:
- do godziny 9:00 – 2,79%[25]
- do godziny 14:00 – 23,03%[25]
- do godziny 18:00 – 39,65%[25]
- ostateczna – 48,92%[25]

### Wyniki wyborów do Sejmu RP
| Komitet wyborczy | Komitet wyborczy                              | Głosy      | Głosy  | Głosy | Mandaty | Mandaty | Mandaty |
| Komitet wyborczy | Komitet wyborczy                              | Liczba     | %      | +/−   | Liczba  | +/−     | %       |
| ---------------- | --------------------------------------------- | ---------- | ------ | ----- | ------- | ------- | ------- |
|                  | Platforma Obywatelska RP                      | 5 629 773  | 39,18  | 2,33  | 207     | 2       | 45,00   |
|                  | Prawo i Sprawiedliwość                        | 4 295 016  | 29,89  | 2,22  | 157     | 9       | 34,13   |
|                  | Ruch Palikota                                 | 1 439 490  | 10,02  | –     | 40      | –       | 8,70    |
|                  | Polskie Stronnictwo Ludowe                    | 1 201 628  | 8,36   | 0,55  | 28      | 3       | 6,09    |
|                  | Sojusz Lewicy Demokratycznej                  | 1 184 303  | 8,24   | 4,91  | 27      | 26      | 5,87    |
|                  | KWW Mniejszość Niemiecka                      | 28 014     | 0,19   | 0,01  | 1       |         | 0,22    |
|                  |                                               |            |        |       |         |         |         |
|                  | Polska Jest Najważniejsza                     | 315 393    | 2,19   | –     | –       | –       | –       |
|                  | Nowa Prawica – Janusza Korwin-Mikke           | 151 837    | 1,06   | –     | –       | –       | –       |
|                  | Polska Partia Pracy – Sierpień 80             | 79 147     | 0,55   | 0,44  | –       | –       | –       |
|                  | Prawica                                       | 35 169     | 0,24   | –     | –       | –       | –       |
|                  | Nasz Dom Polska – Samoobrona Andrzeja Leppera | 9 733      | 0,07   | –     | –       | –       | –       |
|                  |                                               |            |        |       |         |         |         |
| Ogółem           | Ogółem                                        | 14 369 503 | 100,00 | –     | 460     | –       | 100,00  |
| Głosy nieważne   | Głosy nieważne                                | 680 524    | 4,52   | 2,48  |         |         |         |
| Frekwencja       | Frekwencja                                    | 15 050 027 | 48,92  | 4,96  |         |         |         |

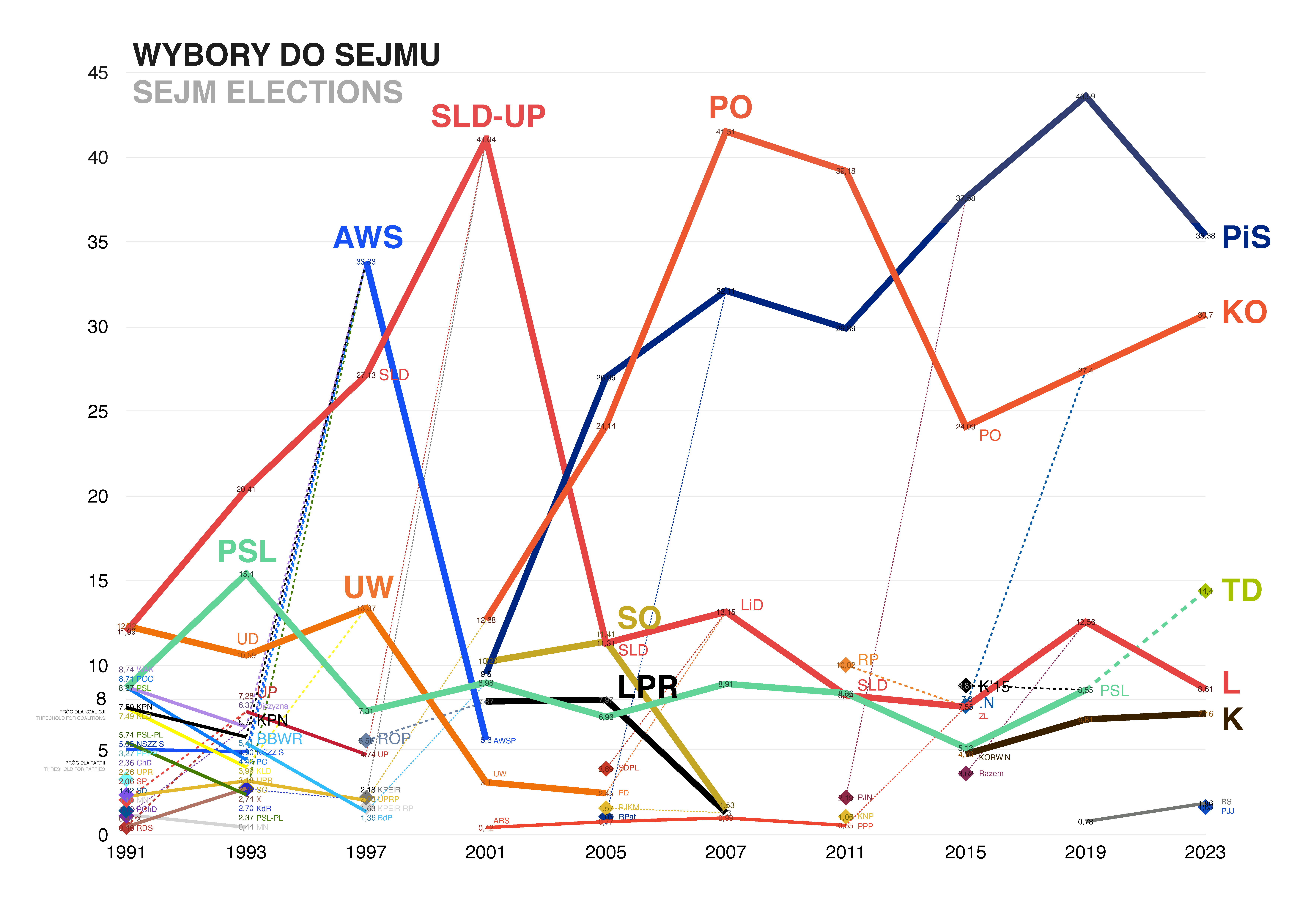
Wyniki wyborów do Sejmu 1991–2019

Zwycięzcy w poszczególnych okręgach w wyborach do Sejmu RP

Podział mandatów i rozkład procentowy poparcia w wyniku wyborów z uwzględnieniem podziału na późniejszą koalicję rządzącą w kolejności: ugrupowania rządowe, opozycja parlamentarna i pozaparlamentarna (komitety, które nie przekroczyły 1% poparcia w skali kraju, potraktowano zbiorczo):
|     |     |     |    |     |  |
| ↓   |     |     |    |     |  |
| 207 | 28  | 157 | 40 | 27  |  |
| PO  | PSL | PiS | RP | SLD |  |

|    |     |     |    |     |  |  |  |
| ↓  |     |     |    |     |  |  |  |
| PO | PSL | PiS | RP | SLD |  |  |  |

Rozkład mandatów
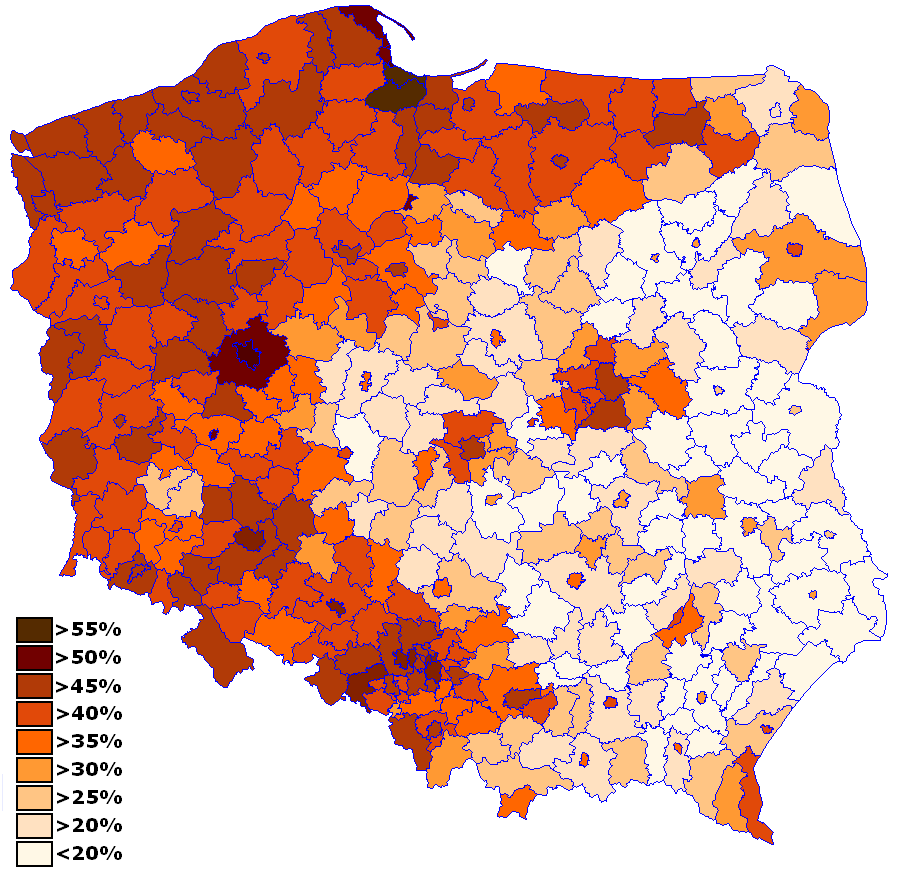
Wyniki PO w poszczególnych powiatach
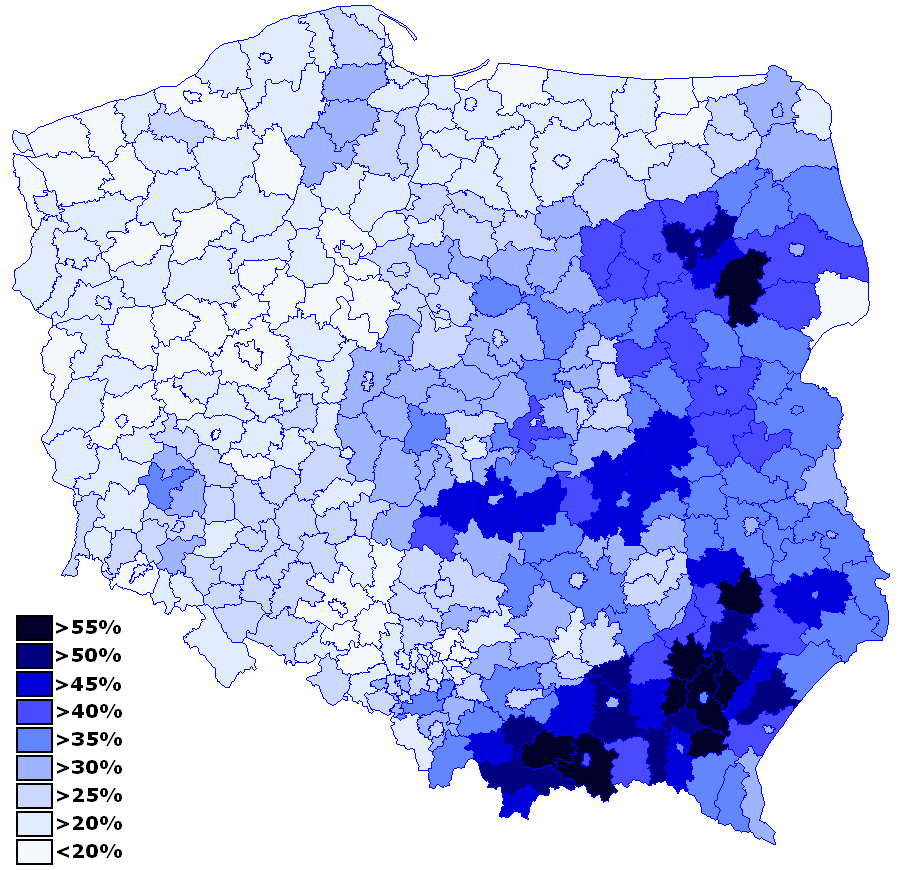
Wyniki PiS w poszczególnych powiatach
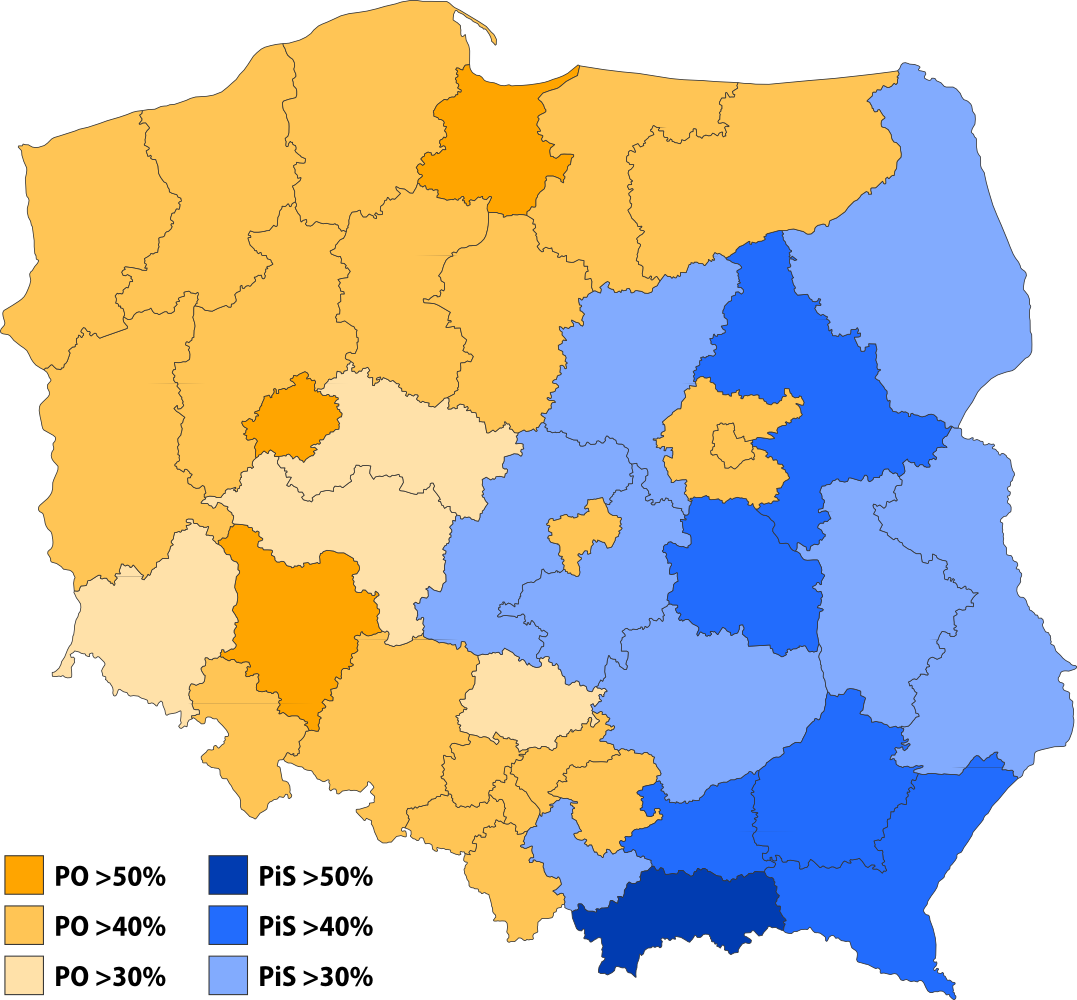
Zwycięzcy w poszczególnych okręgach w wyborach do Sejmu RP
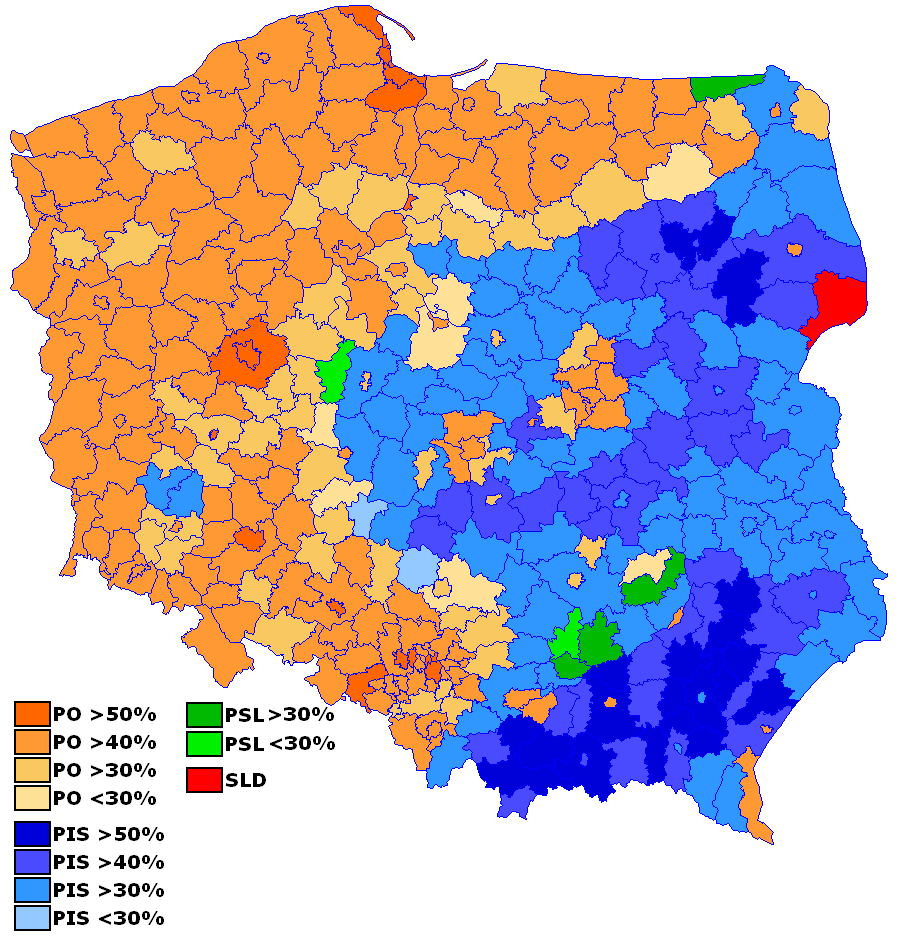
Wyniki wyborów do Sejmu RP w poszczególnych powiatach

#### Wyniki głosowania w skali okręgów
Wszystkie dane wyrażono w procentach.
| Okręg  | Nazwa                |       |       |       |       |       |      |      |      |      |      | Frekwencja |
| Okręg  | Nazwa                | PO    | PiS   | RPL   | PSL   | SLD   | PJN  | KNP  | PPP  | MN   | Inni | Frekwencja |
| ------ | -------------------- | ----- | ----- | ----- | ----- | ----- | ---- | ---- | ---- | ---- | ---- | ---------- |
| 1      | Legnica              | 39,71 | 27,68 | 11,59 | 5,23  | 13,31 | 1,84 | –    | 0,62 | –    | –    | 45,25      |
| 2      | Wałbrzych            | 45,39 | 24,06 | 12,79 | 6,13  | 8,95  | 1,87 | –    | 0,80 | –    | –    | 42,76      |
| 3      | Wrocław              | 50,53 | 25,64 | 9,59  | 4,42  | 5,39  | 1,63 | 2,35 | 0,45 | –    | –    | 52,49      |
| 4      | Bydgoszcz            | 43,23 | 21,93 | 12,09 | 8,30  | 10,34 | 1,88 | 1,61 | 0,61 | –    | –    | 47,77      |
| 5      | Toruń                | 40,00 | 25,89 | 10,73 | 9,51  | 10,02 | 1,67 | 1,54 | 0,62 | –    | –    | 43,87      |
| 6      | Lublin               | 25,26 | 38,58 | 11,77 | 12,52 | 6,48  | 2,59 | 1,91 | 0,50 | –    | 0,40 | 49,31      |
| 7      | Chełm                | 19,82 | 39,03 | 12,05 | 18,21 | 7,71  | 2,17 | –    | 0,56 | –    | 0,46 | 42,89      |
| 8      | Zielona Góra         | 44,78 | 21,73 | 11,71 | 7,69  | 10,31 | 1,59 | 1,66 | 0,52 | –    | –    | 43,67      |
| 9      | Łódź                 | 47,41 | 25,00 | 10,82 | 2,69  | 9,68  | 1,62 | 2,15 | 0,47 | –    | 0,16 | 55,54      |
| 10     | Piotrków Trybunalski | 25,61 | 39,62 | 8,81  | 13,32 | 9,19  | 1,90 | –    | 0,69 | –    | 0,85 | 46,78      |
| 11     | Sieradz              | 31,36 | 32,13 | 10,48 | 12,55 | 8,81  | 1,73 | 1,68 | 0,57 | –    | 0,70 | 45,31      |
| 12     | Kraków I             | 35,79 | 38,11 | 8,83  | 5,88  | 6,87  | 2,95 | –    | 0,61 | –    | 0,97 | 49,33      |
| 13     | Kraków II            | 44,40 | 30,95 | 8,90  | 4,46  | 5,43  | 2,12 | 3,31 | 0,43 | –    | –    | 55,75      |
| 14     | Nowy Sącz            | 27,90 | 51,48 | 4,67  | 6,95  | 4,21  | 2,17 | 1,78 | 0,36 | –    | 0,48 | 48,75      |
| 15     | Tarnów               | 29,73 | 43,80 | 6,60  | 10,01 | 5,37  | 3,07 | –    | 0,47 | –    | 0,95 | 47,96      |
| 16     | Płock                | 28,43 | 33,74 | 8,38  | 18,72 | 7,52  | 2,44 | –    | 0,76 | –    | –    | 43,32      |
| 17     | Radom                | 26,05 | 40,15 | 8,53  | 14,11 | 7,67  | 1,77 | –    | 0,59 | –    | 1,13 | 46,71      |
| 18     | Siedlce              | 22,55 | 40,88 | 6,86  | 17,86 | 7,13  | 2,17 | 1,62 | 0,56 | –    | 0,37 | 47,33      |
| 19     | Warszawa I           | 49,00 | 27,28 | 10,87 | 1,74  | 7,67  | 3,04 | –    | 0,40 | –    | –    | 69,44      |
| 20     | Warszawa II          | 40,48 | 32,43 | 8,55  | 7,13  | 5,28  | 2,70 | 2,59 | 0,46 | –    | 0,37 | 57,88      |
| 21     | Opole                | 44,00 | 20,56 | 9,67  | 5,89  | 7,73  | 2,23 | –    | 0,54 | 8,76 | 0,62 | 40,95      |
| 22     | Krosno               | 25,30 | 44,73 | 7,06  | 12,65 | 6,18  | 1,51 | 1,41 | 0,34 | –    | 0,82 | 44,18      |
| 23     | Rzeszów              | 24,46 | 48,03 | 6,72  | 10,46 | 5,61  | 1,84 | 1,87 | 0,34 | –    | 0,69 | 48,75      |
| 24     | Białystok            | 29,68 | 36,99 | 8,02  | 11,04 | 9,47  | 2,24 | 1,59 | 0,39 | –    | 0,58 | 46,57      |
| 25     | Gdańsk               | 52,76 | 24,59 | 9,06  | 4,65  | 6,15  | 2,07 | –    | 0,48 | –    | 0,25 | 52,25      |
| 26     | Gdynia               | 48,53 | 25,04 | 9,53  | 5,62  | 7,97  | 2,74 | –    | 0,57 | –    | –    | 51,22      |
| 27     | Bielsko-Biała        | 42,21 | 31,51 | 9,42  | 6,79  | 6,38  | 2,19 | –    | 0,61 | –    | 0,88 | 53,32      |
| 28     | Częstochowa          | 34,97 | 27,36 | 13,39 | 8,77  | 10,49 | 2,14 | 2,06 | 0,84 | –    | –    | 47,52      |
| 29     | Gliwice              | 49,89 | 23,37 | 10,78 | 4,99  | 7,80  | 2,32 | –    | 0,85 | –    | –    | 46,19      |
| 30     | Rybnik               | 44,89 | 28,59 | 9,02  | 3,49  | 7,92  | 3,20 | 1,93 | 0,65 | –    | 0,32 | 47,49      |
| 31     | Katowice             | 48,43 | 24,52 | 10,90 | 2,79  | 6,38  | 3,88 | 2,25 | 0,85 | –    | –    | 51,75      |
| 32     | Sosnowiec            | 43,00 | 21,21 | 14,81 | 4,38  | 13,01 | 2,09 | –    | 0,78 | –    | 0,73 | 49,73      |
| 33     | Kielce               | 25,39 | 31,89 | 8,85  | 19,77 | 9,72  | 1,61 | 1,56 | 0,58 | –    | 0,62 | 43,74      |
| 34     | Elbląg               | 42,37 | 23,21 | 11,58 | 12,20 | 7,71  | 1,75 | –    | 0,68 | –    | 0,49 | 41,24      |
| 35     | Olsztyn              | 41,73 | 23,07 | 11,20 | 11,81 | 8,85  | 2,03 | –    | 0,63 | –    | 0,67 | 43,27      |
| 36     | Kalisz               | 37,07 | 24,24 | 10,14 | 12,77 | 11,88 | 1,72 | 1,63 | 0,54 | –    | –    | 45,27      |
| 37     | Konin                | 30,87 | 27,41 | 11,16 | 12,82 | 13,09 | 1,81 | 1,95 | 0,47 | –    | 0,40 | 45,44      |
| 38     | Piła                 | 43,56 | 19,24 | 11,01 | 12,00 | 11,40 | 2,09 | –    | 0,69 | –    | –    | 45,74      |
| 39     | Poznań               | 55,09 | 19,19 | 11,69 | 2,99  | 8,44  | 2,10 | –    | 0,50 | –    | –    | 60,20      |
| 40     | Koszalin             | 46,27 | 21,19 | 12,36 | 6,40  | 11,38 | 1,69 | –    | 0,71 | –    | –    | 43,94      |
| 41     | Szczecin             | 46,75 | 21,66 | 11,84 | 4,34  | 11,07 | 1,85 | 1,65 | 0,48 | –    | 0,36 | 47,69      |
| Polska | Polska               | 39,18 | 29,89 | 10,02 | 8,36  | 8,24  | 2,19 | 1,06 | 0,55 | 0,19 | 0,31 | 48,92      |

#### Podział mandatów w skali okręgów
| Okręg  | Nazwa                |     |     |     |     |     |    | Łącznie |
| Okręg  | Nazwa                | PO  | PiS | RPL | PSL | SLD | MN | Łącznie |
| ------ | -------------------- | --- | --- | --- | --- | --- | -- | ------- |
| 1      | Legnica              | 5   | 4   | 1   | –   | 2   | –  | 12      |
| 2      | Wałbrzych            | 5   | 2   | 1   | –   | –   | –  | 8       |
| 3      | Wrocław              | 9   | 4   | 1   | –   | –   | –  | 14      |
| 4      | Bydgoszcz            | 6   | 3   | 1   | 1   | 1   | –  | 12      |
| 5      | Toruń                | 6   | 4   | 1   | 1   | 1   | –  | 13      |
| 6      | Lublin               | 4   | 6   | 2   | 2   | 1   | –  | 15      |
| 7      | Chełm                | 3   | 5   | 1   | 2   | 1   | –  | 12      |
| 8      | Zielona Góra         | 6   | 3   | 1   | 1   | 1   | –  | 12      |
| 9      | Łódź                 | 5   | 3   | 1   | –   | 1   | –  | 10      |
| 10     | Piotrków Trybunalski | 2   | 4   | 1   | 1   | 1   | –  | 9       |
| 11     | Sieradz              | 4   | 5   | 1   | 1   | 1   | –  | 12      |
| 12     | Kraków I             | 4   | 4   | –   | –   | –   | –  | 8       |
| 13     | Kraków II            | 8   | 5   | 1   | –   | –   | –  | 14      |
| 14     | Nowy Sącz            | 3   | 7   | –   | –   | –   | –  | 10      |
| 15     | Tarnów               | 3   | 5   | –   | 1   | –   | –  | 9       |
| 16     | Płock                | 3   | 4   | 1   | 2   | –   | –  | 10      |
| 17     | Radom                | 3   | 4   | 1   | 1   | –   | –  | 9       |
| 18     | Siedlce              | 3   | 5   | 1   | 2   | 1   | –  | 12      |
| 19     | Warszawa I           | 11  | 6   | 2   | –   | 1   | –  | 20      |
| 20     | Warszawa II          | 6   | 4   | 1   | 1   | –   | –  | 12      |
| 21     | Opole                | 6   | 3   | 1   | –   | 1   | 1  | 12      |
| 22     | Krosno               | 3   | 6   | 1   | 1   | –   | –  | 11      |
| 23     | Rzeszów              | 4   | 8   | 1   | 1   | 1   | –  | 15      |
| 24     | Białystok            | 5   | 6   | 1   | 1   | 1   | –  | 14      |
| 25     | Gdańsk               | 8   | 3   | 1   | –   | –   | –  | 12      |
| 26     | Gdynia               | 8   | 4   | 1   | –   | 1   | –  | 14      |
| 27     | Bielsko-Biała        | 5   | 3   | 1   | –   | –   | –  | 9       |
| 28     | Częstochowa          | 3   | 2   | 1   | –   | 1   | –  | 7       |
| 29     | Gliwice              | 6   | 2   | 1   | –   | –   | –  | 9       |
| 30     | Rybnik               | 5   | 3   | 1   | –   | –   | –  | 9       |
| 31     | Katowice             | 7   | 3   | 1   | –   | 1   | –  | 12      |
| 32     | Sosnowiec            | 5   | 2   | 1   | –   | 1   | –  | 9       |
| 33     | Kielce               | 5   | 6   | 1   | 3   | 1   | –  | 16      |
| 34     | Elbląg               | 4   | 2   | 1   | 1   | –   | –  | 8       |
| 35     | Olsztyn              | 5   | 2   | 1   | 1   | 1   | –  | 10      |
| 36     | Kalisz               | 5   | 3   | 1   | 2   | 1   | –  | 12      |
| 37     | Konin                | 3   | 3   | 1   | 1   | 1   | –  | 9       |
| 38     | Piła                 | 4   | 2   | 1   | 1   | 1   | –  | 9       |
| 39     | Poznań               | 6   | 2   | 1   | –   | 1   | –  | 10      |
| 40     | Koszalin             | 4   | 2   | 1   | –   | 1   | –  | 8       |
| 41     | Szczecin             | 7   | 3   | 1   | –   | 1   | –  | 12      |
| Polska | Polska               | 207 | 157 | 40  | 28  | 27  | 1  | 460     |

### Wyniki wyborów do Senatu RP

Zwycięzcy w poszczególnych okręgach w wyborach do Senatu RP

Rozkład mandatów

| Komitet wyborczy                     | Komitet wyborczy                              | Głosy      | Głosy  | Głosy | Mandaty | Mandaty |
| Komitet wyborczy                     | Komitet wyborczy                              | Liczba     | %      | +/−   | Liczba  | +/−     |
| ------------------------------------ | --------------------------------------------- | ---------- | ------ | ----- | ------- | ------- |
|                                      | Platforma Obywatelska RP                      | 5 173 300  | 35,60  | 3,54  | 63      | 3       |
|                                      | Prawo i Sprawiedliwość                        | 3 915 355  | 26,94  | 4,44  | 31      | 8       |
|                                      | Polskie Stronnictwo Ludowe                    | 1 363 796  | 9,39   | 0,59  | 2       | 2       |
|                                      | KWW Rafał Dutkiewicz                          | 261 135    | 1,80   | –     | 1       | –       |
|                                      | KWW Marka Borowskiego                         | 104 238    | 0,72   | –     | 1       | –       |
|                                      | KWW Kazimierza Kutza                          | 81 662     | 0,56   | –     | 1       | –       |
|                                      | KWW Cimoszewicz do Senatu                     | 39 095     | 0,27   | 0,27  | 1       |         |
|                                      | Sojusz Lewicy Demokratycznej                  | 1 307 547  | 9,00   | 5,60  | –       | –       |
|                                      | Polska Jest Najważniejsza                     | 109 182    | 0,75   | –     | –       | –       |
|                                      | Prawica                                       | 82 115     | 0,57   | 0,25  | –       | –       |
|                                      | Polska Partia Pracy – Sierpień 80             | 76 913     | 0,53   | –     | –       | –       |
|                                      | Nowa Prawica – Janusza Korwin-Mikke           | 73 028     | 0,50   | –     | –       | –       |
|                                      | KWW Mniejszość Niemiecka                      | 34 247     | 0,24   | 0,08  | –       | –       |
|                                      | Nasz Dom Polska – Samoobrona Andrzeja Leppera | 16 314     | 0,11   | –     | –       | –       |
| Pozostałe komitety wyborcze partii   | Pozostałe komitety wyborcze partii            | 111 213    | 0,77   | –     | –       | –       |
| Pozostałe komitety wyborcze wyborców | Pozostałe komitety wyborcze wyborców          | 1 782 322  | 12,27  | –     | –       | –       |
|                                      |                                               |            |        |       |         |         |
| Ogółem                               | Ogółem                                        | 14 531 462 | 100,00 | –     | 100     | –       |
| Głosy nieważne                       | Głosy nieważne                                | 516 798    | 3,43   | 1,70  |         |         |
| Frekwencja                           | Frekwencja                                    | 15 061 640 | 48,92  | 4,96  |         |         |

|    |     |     |   |     |
| ↓  |     |     |   |     |
| 63 | 2   | 31  | 1 | 3   |
| PO | PSL | PiS |   | KWW |

|    |     |     |  |     |  |  |
|    |     |     |  |     |  |  |
| PO | PSL | PiS |  | SLD |  |  |

## Statystyki wyborów

### Statystyki kandydatów do Sejmu
| Statystyki kandydatów                  | Statystyki kandydatów | Statystyki kandydatów | Statystyki kandydatów |
| -------------------------------------- | --------------------- | --------------------- | --------------------- |
|                                        | Ogółem                | Kobiety               | Mężczyźni             |
| Liczba zarejestrowanych kandydatów     | 7 035                 | 3 063                 | 3 972                 |
| Średnia wieku kandydatów               | 44                    | 43                    | 44                    |
| Wiek najmłodszego kandydata/kandydatki | 21                    | 21                    | 21                    |
| Wiek najstarszego kandydata/kandydatki | 83                    | 78                    | 83                    |

### Statystyki kandydatów do Senatu
| Statystyki kandydatów                  | Statystyki kandydatów | Statystyki kandydatów | Statystyki kandydatów |
| -------------------------------------- | --------------------- | --------------------- | --------------------- |
|                                        | Ogółem                | Kobiety               | Mężczyźni             |
| Liczba zarejestrowanych kandydatów     | 500                   | 70                    | 430                   |
| Średnia wieku kandydatów               | 53                    | 52                    | 53                    |
| Wiek najmłodszego kandydata/kandydatki | 30                    | 30                    | 30                    |
| Wiek najstarszego kandydata/kandydatki | 82                    | 82                    | 82                    |

## Obserwatorzy zagraniczni
Głosowaniu przyglądali się obserwatorzy z kilku państw. Libijscy obserwatorzy zwiedzili delegaturę Krajowego Biura Wyborczego w Radomiu oraz obserwowali głosowanie w obwodowej komisji wyborczej w Cerekwi. Obserwatorzy z Egiptu oglądali głosowanie w kilku płockich obwodowych komisjach wyborczych.

## Ważność wyborów
Sąd Najwyższy w składzie Izby Pracy, Ubezpieczeń Społecznych i Spraw Publicznych uchwałą z 14 grudnia 2011 uznał wybory za ważne.